# Westbeemster
Westbeemster is een dorp in de gemeente Purmerend, in de Nederlandse provincie Noord-Holland. Het dorp heeft 775 inwoners (2023).

## Katholieke enclave
Van oudsher is Westbeemster een katholieke enclave in de protestantse droogmakerij Beemster. Al in de eerste helft van de zeventiende eeuw ontstonden enkele schuilkerken in de stolpboerderijen in het westelijk deel van de Beemster. In 1752 waren er ruim 500 communicanten en werd in Westbeemster een kleine kerk gebouwd, gewijd aan Johannes de Doper.
Omdat het wettelijk niet toegestaan was, mochten andersgezinden alleen laagbouw neerzetten, pas in 1827 werd het dak verhoogd. Maar de katholieke gemeenschap moest nog ruim vijftig jaar wachten op haar eigen kerk, die werd in 1879 ingewijd. Saillant detail is dat de aannemer zich dermate op de bouw had verkeken dat hij eraan failliet dreigde te gaan. Enkele jaren later verrees naast de kerk een klooster met een school. De monumentale kerk in Westbeemster werd rond eeuwwisseling van twintigste en eenentwintigste eeuw in oude luister hersteld. De kerk heeft een opvallend altaar, gebrandschilderde ramen en een orgel uit 1890.

## Het dorp en de Kerkhaen
Verdere dorpsvoorzieningen in die tijd als een dokter en het postkantoor ontbraken. Westbeemster groeide wel rondom de kerk in de jaren 1950, met een uitbreiding in nieuwbouw ook wel "'t buurtje" genoemd. Vanaf 1958 groeide Westbeemster niet veel meer. Dit vooral door het besluit van de provincie Noord-Holland om de rem op verdere uitbreiding te zetten.
Tegenover de kerk aan het Kerkplein is de oude schuilkerk nog aanwezig, café De Kerckhaen. Deze werd al in 1881 een herberg en verenigingsgebouw. In 1928 werd de herberg een café. De De Kerckhaen stamt van 1971 toen het verenigingsgebouw werd losgemaakt van de parochie. Zes jaar later verkocht het kerkbestuur het gehele gebouw aan Stichting Gemeenschapscentrum de Kerckhaen. Tussen 1986 en 2002 fungeerde de voormalige schuilkerk als dorpscafé annex zaalverhuur.Tussen 2002 en 2006 was er geen uitbater, er was slechts een deel als bedrijfswoning in gebruik. In 2005 werd door een nieuwe Stichting, de Stichting Beheer Kerckhaen in actie ingezet tot behoud van het gebouw en café. De actie hield onder meer een inzamelingsactie in onder de inwoners van de Beemster en omgeving. De actie slaagde en op 1 januari 2006 opende het café weer zijn deuren. Het gebouw wordt ook gebruikt als ruimte om te stemmen.
Het klooster is tegenwoordig in gebruik door kunstenaars.
Vlak bij het Kerkplein bevindt zich ook de Westbeemster Voetbalclub.

## Festiviteiten
Op 23 augustus, vinden er festiviteiten plaats. Op het Kerkplein bevindt zich de kermis. Voordat er drempels werden aangelegd in Westbeemster werd er een fietsrace georganiseerd, na het plaatsen van de drempels wordt er gelopen met als vertrekpunt het kerkplein.
Op 30 november vindt de intocht van Sinterklaas plaats. Een stoet kinderen lopen over de Jisperweg naar de Kerckhaen, waar dit wordt gevierd.